# Armageddon (2006)
Armageddon 2006 — профессиональное pay-per-view шоу рестлинга, проводимое федерацией World Wrestling Entertainment (WWE). Стало седьмым шоу в линейке Armageddon. Прошло 17 декабря 2006 года на арене «Ричмонд-Колизеум» в Ричмонде, Виргиния, США. На шоу выступали только рестлеры с бренда SmackDown!. Armageddon 2006 стал седьмым шоу под названием Armageddon. Во время шоу прошло 8 поединков.
Главным событием вечера стал командный матч, в котором Батиста и Джон Сина победили Букер Ти и Финли.
Шоу собрало 423 500 долларов на продаже билетов.

## Результаты
| #    | Поединок | Условия                                                                           | Время |
| ---- | --- | --------------------------------------------------------------------------------- | ----- |
| Dark | Владимир Козлов победил Скотти Хотти                                                                                                  | Поединок один на один                                                             | n/a   |
| 1    | Кейн победил Монтел Вонтевиуса Портера                                                                                                | Инферно матч                                                                      | 08:14 |
| 2    | Пол Лондон и Брайан Кендрик (c) победили Уильяма Ригала и Дейва Тейлора, MNM (Джои Меркьюри и Джонни Найтро) и Харди (Мэтта и Джеффа) | Четырёхсторонний командный поединок с лестницами за титул Командных чемпионов WWE | 20:13 |
| 3    | Бугимэн победил Миза | Поединок один на один                                                             | 02:51 |
| 4    | Крис Бенуа (c) победил Чаво Герреро (с Вики Герреро)                                                                                  | Поединок за титул чемпиона Соединённых Штатов WWE                                 | 12:14 |
| 5    | Грегори Хелмс (c) победил Джимми Ванг Янга                                                                                            | Поединок один на один за титул Чемпиона WWE в лёгком весе                         | 10:51 |
| 6    | Гробовщик победил Мистера Кеннеди | Поединок «Последний путь»                                                         | 19:08 |
| 7    | Батиста и Джон Сина победили Букер Ти и Финли (with Queen Sharmell)                                                                   | Командный поединок                                                                | 11:29 |